# Dabakan
 (décembre 2022).
Si vous disposez d'ouvrages ou d'articles de référence ou si vous connaissez des sites web de qualité traitant du thème abordé ici, merci de compléter l'article en donnant les références utiles à sa vérifiabilité et en les liant à la section « Notes et références ».

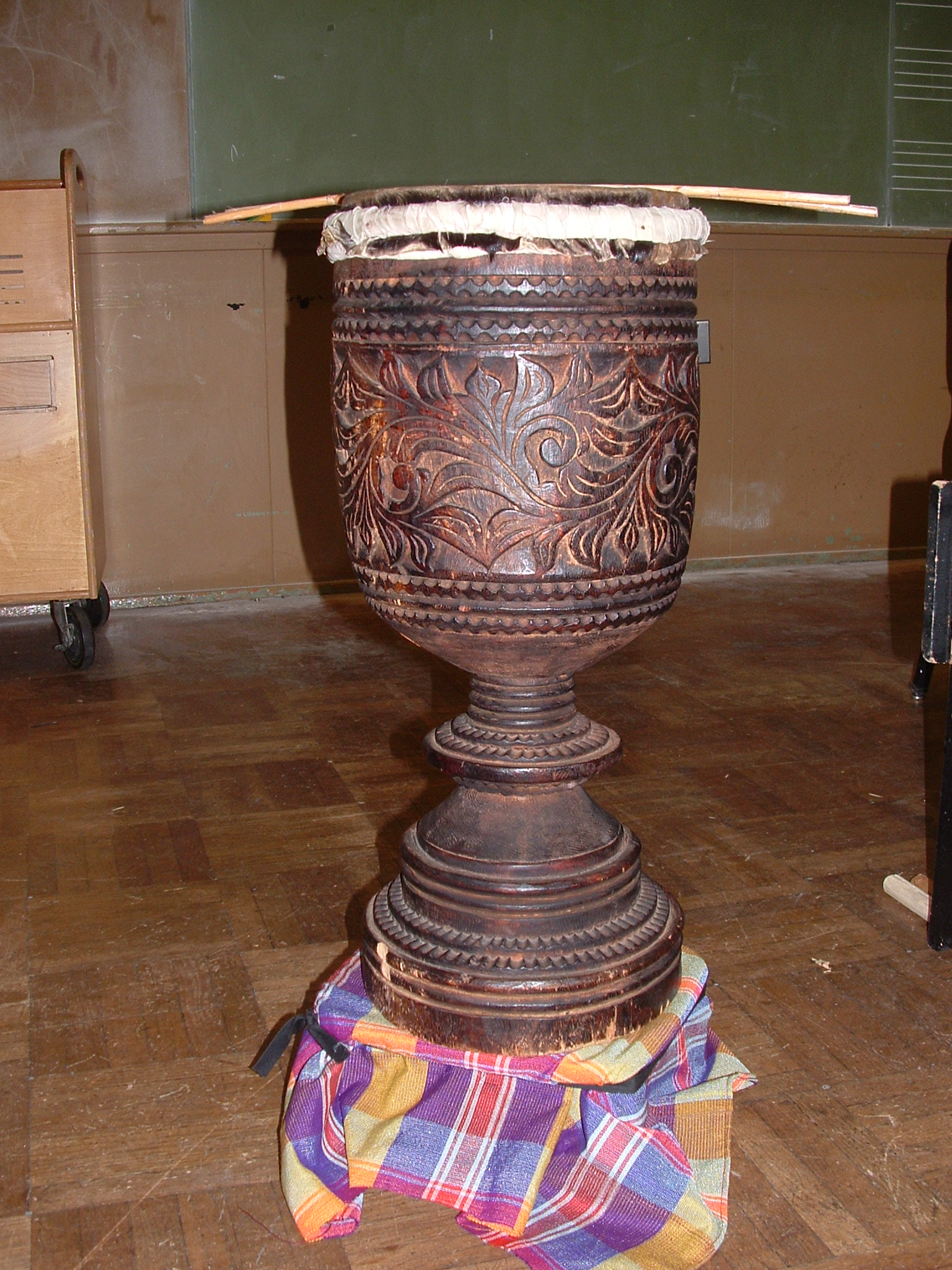
Un dabakan

Le dabakan est un tambour philippin faisant partie de l'ensemble musical kulintang.
Le bois du jacquier ou du cocotier est utilisé pour faire le cadre, la membrane est en cuir de vache ou peau de serpent. Les baguettes utilisées pour frapper la peau sont en bambou ou rotin.
Le dabakan est utilisé pour garder le rythme de l'ensemble musical ; c'est le seul instrument qui ne soit pas un gong.

## Galerie

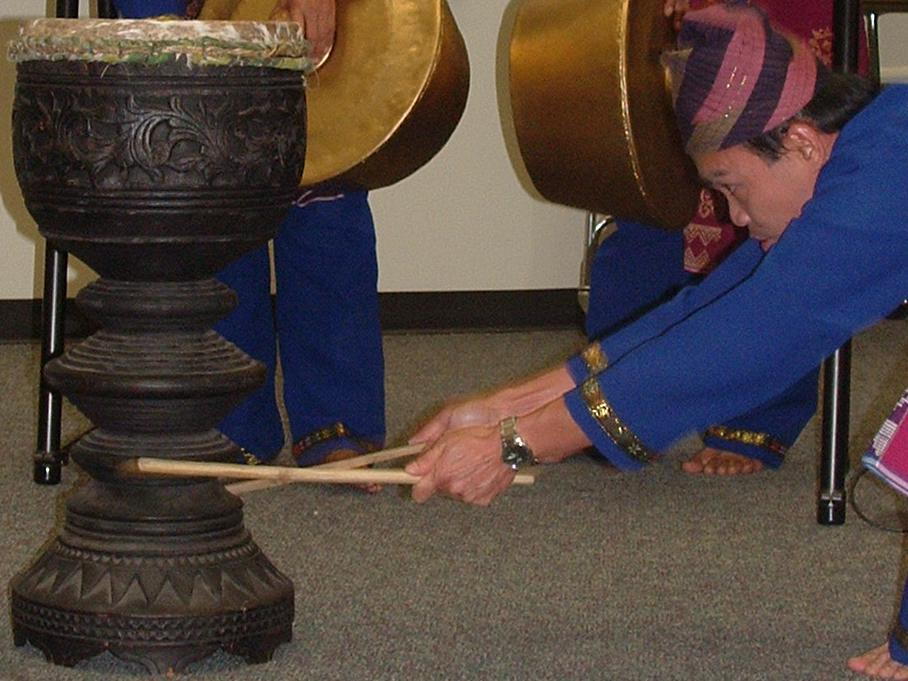
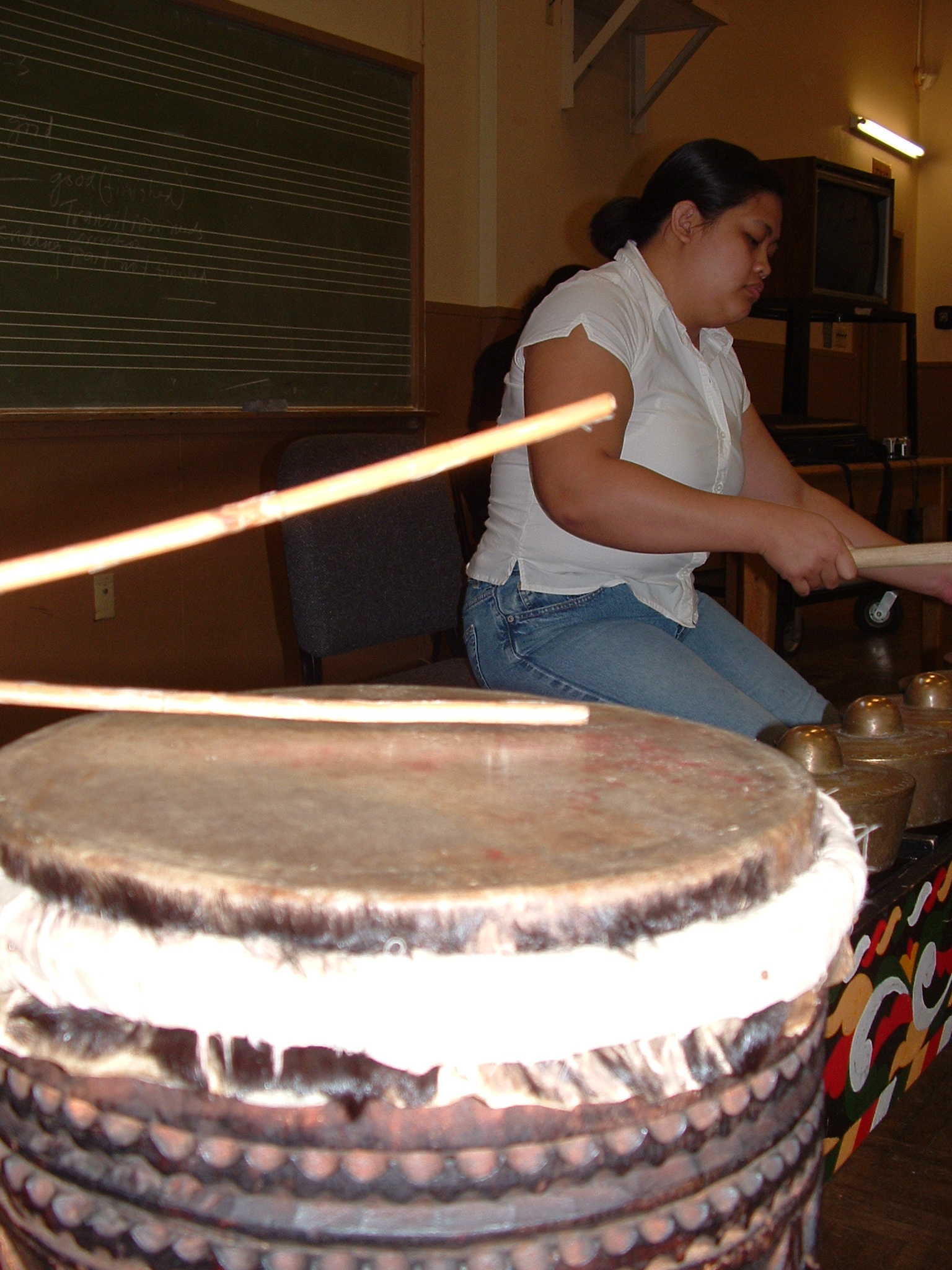
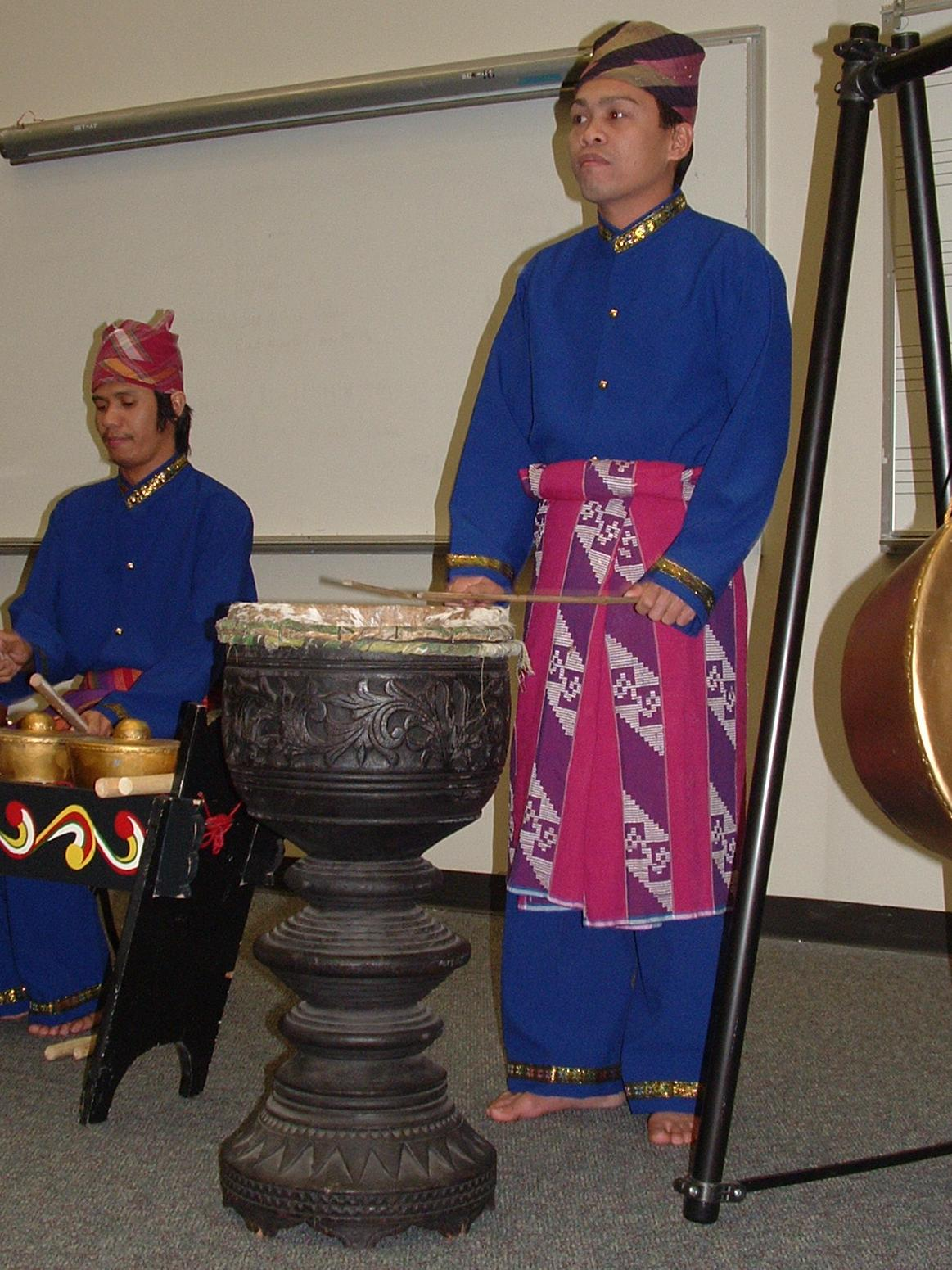
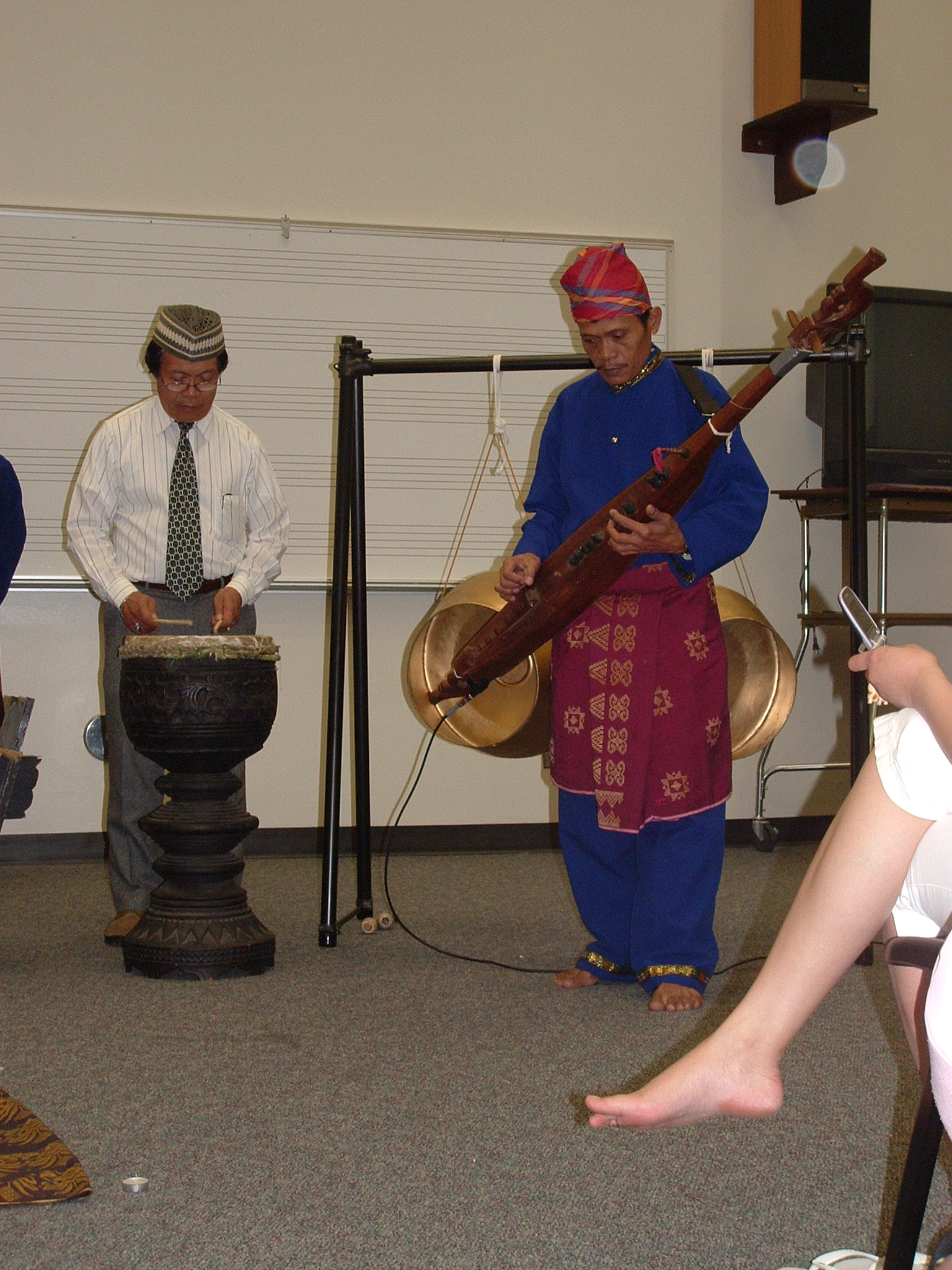